# Julia Przyłębska
Julia Przyłębska, née le 22 novembre 1952 à Varsovie, est une juriste et juge polonaise qui occupe le poste de présidente du Tribunal constitutionnel.

## Biographie
Elle a étudié à l'Université Adam-Mickiewicz de Poznań.
Après avoir été juge à Poznań, elle a travaillé pour l'ambassade de Pologne en Allemagne de 1998 à 2001.

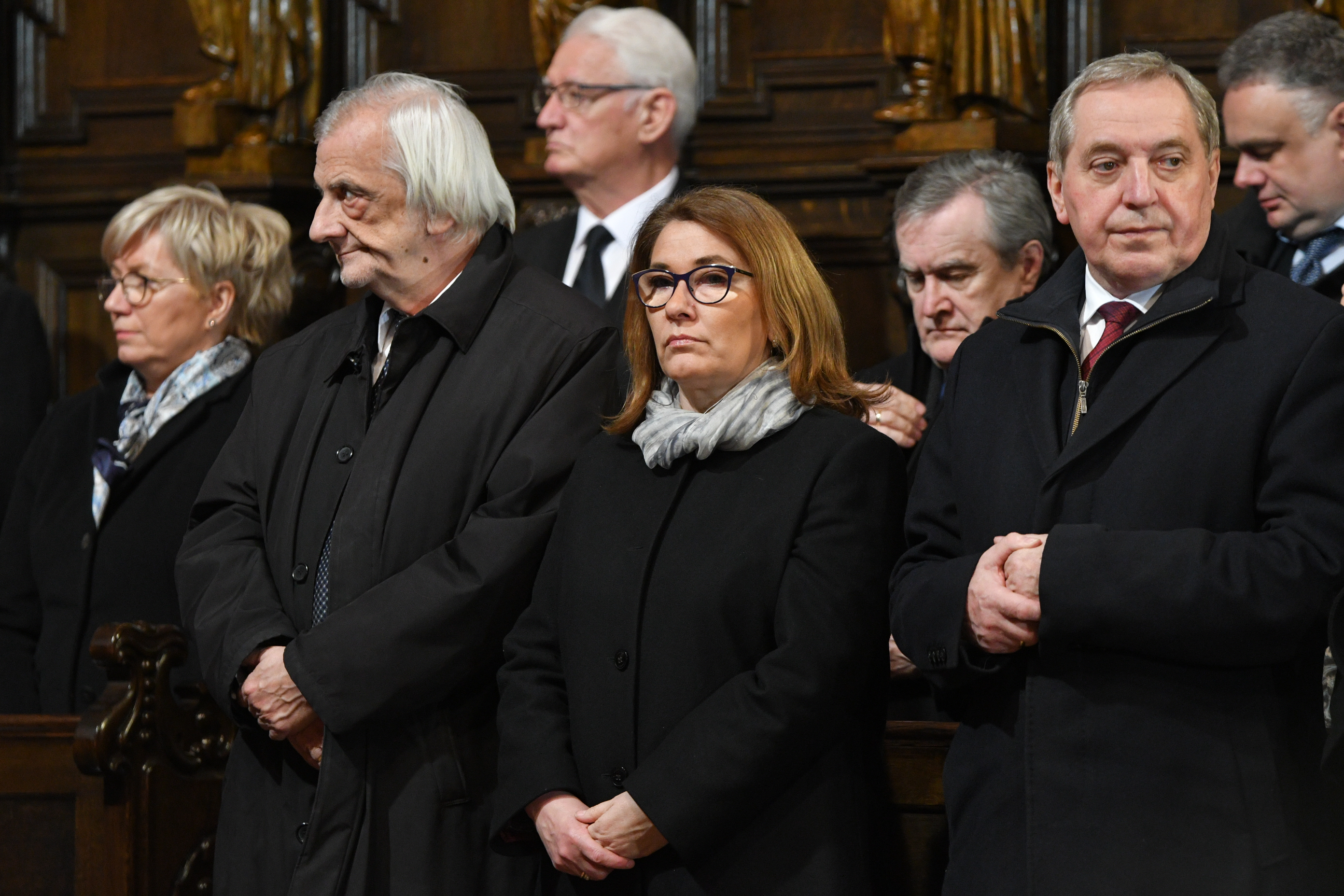
Pour le dixième anniversaire de l'Accident de l'avion présidentiel polonais à Smolensk.